# Ladislaus Farkas
Ladislaus Farkas (en hongrois : Farkas László, en hébreu : לדיסלאוס פרקש), né le 10 mai 1904 à Dunajská Streda (Autriche-Hongrie), mort le 31 décembre 1948 en Italie) est un chimiste israélien, d'origine austro-hongroise, fondateur du département de chimie physique de l'Université hébraïque de Jérusalem.

## Biographie
Ladislaus Farkas nait en 1904 à Dunajská Streda, en Slovaquie. Son père est pharmacien. En 1908, la famille déménage à Nagyvárad en Transylvanie (aujourd'hui : Oradea en Roumanie), où son père est à la tête d'une pharmacie. La famille fréquente une synagogue affiliée au judaïsme néologue. Farkas étudie au Gymnasium d'Oradea, puis passe deux ans à l'Université technique de Vienne. Il poursuit ses études à Berlin où il rentre à l'institut de chimie de la  Société Kaiser-Wilhelm en 1924. Son directeur de thèse est Karl Friedrich Bonhoeffer avec qui il noue de solides liens d'amitié. Il obtient son doctorat en 1928 et est nommé assistant personnel du chimiste allemand Fritz Haber cette même année.
En application de la Loi allemande sur la restauration de la fonction publique du 7 avril 1933, visant à destituer les fonctionnaires juifs, Farkas est licencié par le directeur de l'institut de chimie, Fritz Haber le 29 avril 1933. Ce dernier, lui même d'origine juive, envoie sa propre lettre de démission le jour suivant. Farkas benéficie ensuite du soutien financier de Haber qui aide ses collaborateurs juifs touchés par la loi à s'établir à l'étranger.
En 1935, il fait son Aliyah en Palestine et fonde en 1936 un département de chimie physique à l'Université hébraïque qu'il dirige jusqu'à sa mort. Pendant la Seconde Guerre mondiale, le groupe, dirigé par Farkas, a contribué à l'effort de guerre britannique. Farkas a été secrétaire du comité consultatif scientifique du War Supply Council créé par les Britanniques en 1942, coordonnant toutes les recherches et développements scientifiques menés dans le pays au service des Britanniques et des Alliés en général pendant la guerre.
En 1940, il épous Hannah Aharoni (Aharonovich), originaire de Moscou et microbiologiste de formation. Il est le père de deux filles, Liora et Ruth. Ses parents et sa petite nièce ont été assassinés pendant la Shoah.
Le 31 décembre 1948, Farkas part en mission aux États-Unis afin d'acheter du matériel pour l'université et l'armée israéliennes. Le vol spécial, qui décolle de Haïfa s'écrase à Monte Argentario en Toscane. Tous les passagers et membres d'équipage, dont Farkas, trouvent la mort. En Italie, un service commémoratif a eu lieu en leur mémoire, puis Farkas a été inhumé sur le Mont des Répits à Jérusalem.
Ses archives personnelles sont conservées à la Bibliothèque nationale d'Israël.